# Frederick Lee Hisaw
Frederick Lee Hisaw (* 23. August 1891 in Jolly, Missouri; † 3. Dezember 1972 in Cambridge, Massachusetts) war ein US-amerikanischer Zoologe und Endokrinologe.
Hisaw erwarb an der University of Missouri einen Bachelor und 1916 einen Master. Nach kurzer Zugehörigkeit zum Lehrkörper der University of Mississippi diente er als Soldat im Ersten Weltkrieg. Anschließend erhielt er eine Stellung als Assistant Professor am Kansas State Agricultural College. Über seine dortige Beschäftigung mit Geschlechtsunterschieden bei Taschenratten, die als Schädlinge bekämpft werden sollten, kam er zur Erforschung der Funktion der Ovarien. 1924 erwarb Hisaw an der University of Wisconsin bei Michael Frederic Guyer, Walter J. Meek und Arthur Sperry Pearse mit der Arbeit The influence of the ovary on the resorption of the pubic bones of the pocket gopher, Geomys bursarius (Shaw) einen Ph.D., 1929 erhielt er dort eine ordentliche Professur. 1935 wechselte er an die Harvard University, wo er zuletzt Fisher Professor of Natural History war.
Hisaw befasste sich mit der Endokrinologie der Reproduktion. Er konnte wesentlich zum Verständnis des Sexualzyklus bei Säugetieren beitragen. Hierbei konzentrierte er sich auf die gonadotrope Wirkung der Hormone der Hypophyse und verwendete unter anderem Hausmeerschweinchen als Modellorganismus. Er identifizierte und benannte das Hormon Relaxin und trug wesentlich zur Identifizierung von FSH und LH bei.
Hisaw wurde 1925 Fellow der American Association for the Advancement of Science, wurde 1936 Mitglied der American Academy of Arts and Sciences, 1940 Mitglied der American Philosophical Society und 1947 Mitglied der National Academy of Sciences. Frederick Lee Hisaw war 1949/50 Vizepräsident der Endocrine Society, deren höchste Auszeichnung (Medal of The Endocrine Society) er 1956 erhielt. 1952 erhielt er die höchste Auszeichnung der American Gynaecological Society, deren Goldmedaille.
Zu seinen Schülern zählten Samuel L. Leonard, Roy O. Greep, Edwin B. Astwood, William Robert Carroll und Terrell H. Hamilton.